# Eurovision Song Contest 2003
Eurovision Song Contest 2003 là cuộc thi Ca khúc truyền hình châu Âu thứ 48. Cuộc thi diễn ra ở thành phố Riga, thủ đô của Latvia. 

## Chung kết
| STT | Quốc gia             | Ngôn ngữ                         | Nghệ sĩ              | Bài hát                          | Vị trí | Điểm số |
| --- | -------------------- | -------------------------------- | -------------------- | -------------------------------- | ------ | ------- |
| 01  | Iceland              | Tiếng Anh                        | Birgitta Haukdal     | "Open Your Heart"                | 8      | 81      |
| 02  | Áo                   | Tiếng Đức                        | Alf Poier            | "Weil der Mensch zählt"          | 6      | 101     |
| 03  | Ireland              | Tiếng Anh                        | Mickey Harte         | "We've Got the World"            | 11     | 53      |
| 04  | Thổ Nhĩ Kỳ           | Tiếng Anh                        | Sertab Erener        | "Everyway That I Can"            | 1      | 167     |
| 05  | Malta                | Tiếng Anh                        | Lynn Chircop         | "To Dream Again"                 | 25     | 4       |
| 06  | Bosna và Hercegovina | Tiếng Croatia Tiếng Anh          | Mija Martina         | "Ne brini"                       | 16     | 27      |
| 07  | Bồ Đào Nha           | Tiếng Bồ Đào Nha Tiếng Anh       | Rita Guerra          | "Deixa-me sonhar"                | 22     | 13      |
| 08  | Croatia              | Tiếng Croatia Tiếng Anh          | Claudia Beni         | "Više nisam tvoja"               | 15     | 29      |
| 09  | Síp                  | Tiếng Anh                        | Stelios Constantas   | "Feeling Alive"                  | 20     | 15      |
| 10  | Đức                  | Tiếng Anh                        | Lou                  | "Let's Get Happy"                | 11     | 53      |
| 11  | Nga                  | Tiếng Nga                        | t.A.T.u.             | "Не верь, не бойся"              | 3      | 164     |
| 12  | Tây Ban Nha          | Tiếng Tây Ban Nha                | Beth                 | "Dime"                           | 8      | 81      |
| 13  | Israel               | Tiếng Hebrew                     | Lior Narkis          | "Words for Love"                 | 19     | 17      |
| 14  | Hà Lan               | Tiếng Anh                        | Esther Hart          | "One More Night"                 | 13     | 45      |
| 15  | Anh                  | Tiếng Anh                        | Jemini               | "Cry Baby"                       | 26     | 0       |
| 16  | Ukraina              | Tiếng Anh                        | Oleksandr Ponomariov | "Hasta la Vista"                 | 24     | 30      |
| 17  | Hy Lạp               | Tiếng Anh                        | Mando                | "Never Let You Go"               | 17     | 25      |
| 18  | Na Uy                | Tiếng Anh                        | Jostein Hasselgård   | "I'm Not Afraid to Move On"      | 4      | 123     |
| 19  | Pháp                 | Tiếng Pháp                       | Hovig                | "Monts et merveilles"            | 18     | 19      |
| 20  | Ba Lan               | Tiếng Đức Tiếng Ba Lan Tiếng Nga | Ich Troje            | "Keine Grenzen – Żadnych granic" | 7      | 90      |
| 21  | Latvia               | Tiếng Anh                        | F.L.Y.               | "Hello from Mars"                | 24     | 5       |
| 22  | Bỉ                   | Ngôn ngữ nhân tạo                | Urban Trad           | "Sanomi"                         | 2      | 165     |
| 23  | Estonia              | Tiếng Anh                        | Ruffus               | "Eighties Coming Back"           | 21     | 14      |
| 24  | România              | Tiếng Anh                        | Nicoleta Alexandru   | "Don't Break My Heart"           | 10     | 73      |
| 25  | Thụy Điển            | Tiếng Anh                        | Fame                 | "Give Me Your Love"              | 5      | 107     |
| 26  | Slovenia             | Tiếng Anh                        | Karmen Stavec        | "Nanana"                         | 23     | 7       |